# دينيسي غاريدو
دينيسي غاريدو هي عارضة كندية، ولدت في 8 ديسمبر 1986 في Bradford, Ontario ‏ في كندا.